# Renault Agora
Renault Agora er en bybusmodel fra Renault, som blev bygget i årene 1995 til 2005.
Produktionen blev i 1999 overtaget af det italienske selskab Irisbus, som overtog både Renaults og Ivecos busdivisioner. Herefter kaldtes modellen Irisbus Agora.
Modellen findes i en standardudgave med en længde på 12 meter, og en forlænget udgave på 18 meter.
Motoren er en 6-cylindret dieselmotor, som findes i tre effekttrin: 245, 253 og 290 hk.
Agora blev i 2005 afløst af Irisbus Citelis.